# Ignacio De Arruabarrena
Ignacio De Arruabarrena Fernández (* 16. Januar 1997 in Montevideo) ist ein uruguayischer Fußballspieler.

## Karriere

### Verein
Der 1,81 Meter große Torhüter De Arruabarrena stand spätestens seit der Clausura der Spielzeit 2014/15 im Kader des uruguayischen Erstligisten Montevideo Wanderers. Er debütierte am 23. Januar 2017 im Rahmen der Copa Libertadores 2017 in einem Pflichtspiel der Profis, als er bei der 2:3-Auswärtsniederlage gegen den bolivianischen Verein Universitario de Sucre im Estadio Olímpico Patria von Trainer Jorge Giordano in die Startelf beordert wurde. Im Februar 2018 wurde der Spieler bis zum Sommer an den Tacuarembó FC ausgeliehen, um Spielpraxis zu sammeln. Im Anschluss verbrachte er vier weitere Jahre in der uruguayischen Hauptstadt, bevor er sein Heimatland im Juli 2022 verließ und nach Portugal zum FC Arouca wechselte.

### Nationalmannschaft
De Arruabarrena kam zwischen 2015 und 2020 in neun Spielen für uruguayische Juniorennationalmannschaften zum Einsatz.